# BanG Dream! (2017年のテレビアニメ)
BanG Dream!（バンドリ！）は、2017年1月から4月までTOKYO MXほかにて放送され、同年8月19日にはOVAが先行放送され。本作はブシロードによるメディアミックスプロジェクト『BanG Dream!』を原案としたテレビアニメの第1シーズンであり、のちに第3シーズンまで放送された。
本シーズンでは、主人公の戸山香澄が幼少期の経験から「キラキラドキドキ」を追い求め、ガールズバンド「Glitter*Green」に触発されたことがきっかけで「Poppin'Party」を結成するに至った物語が描かれており、コミカライズ作品『コミック版 BanG Dream! 』でも同様のシナリオが展開される。
一方、番組放送と前後としてiOS・Android向けゲームアプリ『バンドリ! ガールズバンドパーティ!』では本シーズンとは一部設定が異なっていたが、2018年4月より本シーズンのシナリオを元に新たに再構成された「バンドストーリー 『0章 Poppin'Party結成！』」が配信され、キャラクター設定やシナリオの一部がゲーム版に準ずる形に変更された。
なお、本作には「Poppin'Party」と「Roselia」以外にも、「Poppin'Party」が結成された第8話最速放送の5日後に配信が開始されたiOS・Android向けゲームアプリ『バンドリ！ ガールズバンドパーティ！』のリリースに先行する形で一部キャラクター達が登場している。

## あらすじ
高校一年生の少女・戸山香澄は、幼い頃に妹の明日香と森で迷子になる。2人で夜空を見上げた際、香澄は「星の鼓動」を聞き、その時に聞いたような「キラキラドキドキ」する何かを探していた。花咲川女子学園高等部に入学した香澄は、そこで出会った少女・山吹沙綾と友人になる。その後、香澄はすべての部活動に体験入部をしたが、そこでキラキラドキドキするものに出会うことはなかった。そんなある日、学校からの帰路で香澄は、電柱や地面に貼られた星のシールを見つける。シールをたどり行き着いた質屋「流星堂」の蔵に入った香澄は、そこで赤い星型のギター「ランダムスター」と質屋の娘・市ヶ谷有咲に出会う。ギターを弾きたい香澄は有咲に調べてもらい、ライブハウス「SPACE（スペース）」にたどり着く。そこで、ガールズバンド「Glitter*Green」のライブを見た香澄は、これが自分にとって『キラキラドキドキ』するものだと確信。バンドを結成することを決める。
有咲をキーボードとしてバンドに誘い、彼女からランダムスターを譲り受けた香澄は、Glitter*Greenのボーカル・牛込ゆりの妹でベースと作曲ができる少女・牛込りみ、香澄たちと同じクラスであり「SPACE」でバイトをするギター少女・花園たえを勧誘する。有咲の家の蔵で行ったライブ『クライブ』を成功させる。4人はバンド名を「Poppin'Party」とし、文化祭のライブに向けての新曲作りとドラムメンバーの勧誘を開始した。香澄の友人である沙綾も彼女たちをサポートしていたが、内心では複雑な感情を抱いていた。そんな時、香澄たちは有咲のクラスメイトでバンドをやっている海野夏希から、沙綾がかつて夏希の所属するバンド「CHiSPA」のドラマーであったことや家庭の事情でバンドをやめたことを聞かされる。それを知った香澄は沙綾をバンドに誘うが彼女から拒絶されてしまう。そのときに互いの感情をぶつけ合ったことで沙綾の本心を知った香澄は、文化祭当日、沙綾の家の前に新曲「STAR BEAT!〜ホシノコドウ〜」の歌詞が書かれた手紙を届ける。そんな時、沙綾の母が体調を崩してしまう。

## 制作

### スタッフィング
本作はISSEN（ブシロードとOLMによるアニメ企画・制作のブランド）によるアニメーション企画第1弾としてミュージックビデオ及びテレビアニメ第1期が企画された。制作はISSENとXEBECが共同制作、ライブシーンのCGパートを小学館ミュージック＆デジタル エンタテイメント (SMDE) が担当した。この制作チームは、「Yes! BanG_Dream!」から「ティアドロップス」までのミュージックビデオを制作している。
監督には、『WORKING'!!』で監督を務めた大槻敦史が起用された。シリーズ構成・脚本には可愛い女の子を描くことに定評のある脚本家として『きんいろモザイク』や『普通の女子校生が【ろこどる】やってみた。』のシリーズ構成・脚本を務めた綾奈ゆにこが起用された。キャラクターデザインは、小説イラストを担当したひと和のデザインを原案とし、アニメーターの仁多マツコが新たにデザインしている。
音楽制作は、他のメディアミックス作品と同様にElements Gardenが担当し、劇伴制作のほか、作中における楽曲の作曲・編曲も担当している。

### シナリオ
シリーズ構成の綾奈は2015年10月頃からプロジェクトに合流した。大橋彩香が加入した4thライブ『BanG_Dream! 4th Live「ようこそ！ ぽっぴん☆PARTY!!!!!」』にて「STAR BEAT!〜ホシノコドウ〜」を初めて聴き感動したことが本シーズンのシナリオにつながっている。
ISSEN（ブシロード）の「前向きで明るい、等身大の少女たちの物語」というオーダーをもとに、中村航の小説「BanG Dream! バンドリ」から世界観・設定を再構成していった。その際、小説版の大まかな展開は残す方針が取られた。本作以降に続くメディアミックス作品は、本作の設定や世界観をもとにしている。綾奈は本シーズンで「やりたいことをやる」をテーマに、「等身大の自然な会話感」にこだわるため少女たちの中だけで世界が完結するよう、投げっぱなしのセリフなどあえて不親切なシナリオを描いている。
漫画「コミック版 BanG Dream!」ではストーリー原案の中村航がネーム監修・各話タイトル制作をしており、文化祭までの物語がコミカライズされた。また、アニメでは描かれてない各キャラクターの心情や設定の補足がなされており、『ガルパ』に登場する各バンドも背景に登場している。

### 音響
本シーズンではギター演奏を可能とする音響技師の神保大介によって効果音が作られた。バンドの練習段階の音は別素材扱いとして、様々な効果音を組み合わせて作られた。音響監督を務めた亀山俊樹はアキバ総研とのインタビューの中で、演奏の場面は「この程度のうまさ」を表現するのが難しかったと話しており、あまりにも下手すぎてプロデューサーを怒らせるかもしれないし、かといって成長を示せないのも困るので、本当に大変だったと振り返っている。
ライブハウスの緊張感を表現したいという大槻の意向により、歌唱部分は録音スタジオではなくアフレコ用のスタジオで収録された。演者たちはライブの経験を積んでいたため、ある程度はうまくできるものの、キャラクターたちの精神状態を表現するため、亀山からは「ここは初めてのライブなので、上ずってほしい」という指示が出された 。

## スタッフ
- 原作 - ISSEN（ブシロード、OLM）[1][10]
- 製作総指揮 - 木谷高明
- ストーリー原案 - 中村航[10]
- 監督 - 大槻敦史 [10]
- シリーズ構成 - 綾奈ゆにこ [10]
- キャラクター原案 - ひと和 [10]
- キャラクターデザイン - 仁多マツコ [10]
- 美術監督 - Scott MacDonald[10]
- 色彩設計 - 小島真喜子 [10]
- 撮影監督 - 魚山真志 [10]
- CGIディレクター - 松浦真也
- 編集 - 新見元希 [10]
- 音響監督 - 亀山俊樹[10] [9]
- 音楽 - Elements Garden（藤田淳平、藤間仁、藤永龍太郎）[10]
- 音楽プロデューサー - 上松範康、藤田淳平 [10]
- 企画 - 土屋慎一、永田勝治、戸塚恵一、奥野敏聡、尾山仁康、安藝貴範、岡部亮一 [10]
- プロデューサー - 武次茜、岩崎篤史
太田淳、古市直彦、塩谷佳之、中島保裕、川上悠一 [10]
- アニメーションプロデューサー - 千野孝敏 [10]
- 制作プロデューサー - 富田暁、草壁匠 [10]
- アニメーション制作 - ISSEN × XEBEC [10]
- 製作 - BanG Dream! Project（ブシロード、オーバーラップ、ブシロードミュージック、OLM、TOKYO MX、グッドスマイルカンパニー、ホリプロ）

## 主題歌・劇中歌
オープニングテーマ
「ときめきエクスペリエンス！」（第1話 - 第7話〈本放送第3話を除く〉、第9話 - 第13話、OVA）
作詞 - 中村航 / 作曲 - 上松範康 / 編曲 - 藤間仁 / 歌 - Poppin'Party
エンディングテーマ
「キラキラだとか夢だとか 〜Sing Girls〜」（第2話 - 第12話）
作詞 - 中村航 / 作曲・編曲 - 藤永龍太郎 / 歌 - Poppin'Party
「ティアドロップス」（2018年再放送版 第2話 - 第12話）
作詞 - 中村航 / 作曲 - 上松範康 / 編曲 - 末益涼太 / 歌 - Poppin'Party
動画配信では使用されてない。
「熱色スターマイン」（OVA）
作詞 - 織田あすか / 作曲 - 上松範康 / 編曲 - 藤永龍太郎 / 歌 - Roselia
劇中歌
「Don't be afraid!」（第1話、第2話）
作詞 - 織田あすか / 作曲・編曲 - 岩橋星実 / 歌 - Glitter*Green
「きらきら星 〜はじまりのステージVer.〜」（第3話）
作詞 - 武鹿悦子 / 編曲 - 藤田淳平
「きらきら星」（第4話）
作詞 - 武鹿悦子
「私の心はチョココロネ」（第5話）
作詞 - 織田あすか / 作曲・編曲 - 藤田淳平
「STAR BEAT!〜ホシノコドウ〜」（第8話）
作詞 - 中村航 / 作曲 - 上松範康 / 編曲 - 藤永龍太郎 / 歌 - Poppin'Party
アニメ用に再収録されたもの。
「前へススメ！」（第9話、第11話、第12話）
作詞 - 中村航 / 作曲 - 上松範康 / 編曲 - 藤田淳平 / 歌 - Poppin'Party（第11話、第12話）
第11話は楽器演奏なし。
「Glee! Glee! Glee!」（第13話）
作詞 - 織田あすか / 作曲・編曲 - 岩橋星実 / 歌 - Glitter*Green
「Be shine, shining!」（第13話）
作詞 - 織田あすか / 作曲 - 藤永龍太郎 / 編曲 - 都丸椋太 / 歌 - CHiSPA
「夢みるSunflower」（第13話）
作詞 - 中村航 / 作曲・編曲 - 藤田淳平 / 歌 - Poppin'Party
第13話ではエンディングテーマとして使用された。
「八月のif」（OVA）
作詞 - 中村航 / 作曲・編曲 - 藤永龍太郎 / 歌 - Poppin'Party

### サブタイトル
| 話数 | サブタイトル         | シナリオ     | 絵コンテ            | 演出              | 作画監督 | 総作画監督                   |
| ---- | -------------------- | ------------ | ------------------- | ----------------- | --- | ---------------------------- |
| #1   | 出会っちゃった！     | 綾奈ゆにこ   | 大槻敦史            | 中野剛 大槻敦史   | 小島智加、水野辰哉、岸本誠司 河島久美子、谷口義明、長屋侑利子 新井達也                                          | 水野辰哉 谷口義明            |
| #2   | やっちゃった！       | 綾奈ゆにこ   | 星野真              | 友田政晴          | 岡田万衣子、平山英嗣、渡辺佳奈子 田中誠輝、扇多恵子、小島智加                                                   | 水野辰哉                     |
| #3   | 逃げちゃった！       | 中西やすひろ | 中重俊祐            | 外山草            | 加藤はつえ、沓澤洋子、平馬浩司 岸本誠司、澤木巳登理、古川信之 石川健朝、松本昌代、新井達也 長屋侑利子、水野辰哉 | 水野辰哉 谷口義明            |
| #4   | 怒っちゃった！       | 綾奈ゆにこ   | 中重俊祐            | 中重俊祐          | 宮井加奈、星野玲香、石井ゆみこ                                                                                  | 水野辰哉                     |
| #5   | ドキドキしちゃった！ | 綾奈ゆにこ   | 朝倉カイト          | 飯村正之          | 阿部加奈子、高橋慶江、朴旲烈 Oh yang hyun                                                                       | 水野辰哉 谷口義明            |
| #6   | 作っちゃった！       | 中西やすひろ | 星野真 羽原久美子   | 星野真            | 花上将吾、服部憲司、飯飼一幸 室山祥子、川村敏江、平野絵美                                                       | 水野辰哉 谷口義明 水谷麻美子 |
| #7   | ケンカしちゃった！   | 中西やすひろ | 吉川博明            | 川崎ゆたか 中野剛 | 小島智加、窪田康高、古川信之 岸本誠司、白井遥子、太田都 本田隆                                                  | 水野辰哉 谷口義明 水谷麻美子 |
| #8   | 走っちゃった！       | 中西やすひろ | 吉川博明            | 大平直樹          | 岡田万衣子、岡垣優、扇多恵子 佐野陽子、粟井重紀、小島智加                                                       | 水野辰哉 谷口義明 水谷麻美子 |
| #9   | バイトしちゃった！   | 柿原優子     | 羽原久美子 中重俊祐 | 中重俊祐          | 宮井加奈、星野玲香、石井ゆみこ                                                                                  | 谷口義明 水野辰哉            |
| #10  | 驚いちゃった！       | 中西やすひろ | 大野和寿 羽原久美子 | 大野和寿          | 白井瑤子、沓澤洋子、岸本誠司 水谷麻美子、重松晋一、丸山大勝 冨田佳亨、阿部加奈子、清水拓磨 菊田裕司、谷口義明   | 水野辰哉                     |
| #11  | 歌えなくなっちゃった | 綾奈ゆにこ   | -                   | 中川聡            | 牛島勇二、新村杏子、高橋はつみ                                                                                  | -                            |
| #12  | キラキラしちゃった!? | 中西やすひろ | 羽原久美子          | 中野剛            | 高見明男 | -                            |
| #13  | 歌っちゃった！       | 綾奈ゆにこ   | 中重俊祐            | 中重俊祐 大槻敦史 | 小島智加、窪田康高、白井遥子 沓澤洋子、岸本誠司、谷口義明                                                       | 水野辰哉                     |
| OVA  | 遊んじゃった！       | 綾奈ゆにこ   | 高橋知也            | 山口美浩 大槻敦史 | アートランド、はっとりますみ XEBEC                                                                              | -                            |

## 放送局
| 放送期間                | 放送時間                     | 放送局         | 対象地域       | 備考                                           |
| ----------------------- | ---------------------------- | -------------- | -------------- | ---------------------------------------------- |
| 2017年1月21日 - 4月22日 | 土曜 22:30 - 23:00           | TOKYO MX       | 東京都         | 製作参加 / リピート放送あり                    |
|                         |                              | KBS京都        | 京都府         |                                                |
|                         |                              | サンテレビ     | 兵庫県         | リピート放送あり                               |
|                         |                              | AT-X           | 日本全域       | CS放送 / リピート放送あり                      |
| 2017年1月23日 - 4月24日 | 月曜 1:05 - 1:35（日曜深夜） | テレビ愛知     | 愛知県         |                                                |
| 2017年1月24日 - 4月25日 | 火曜 0:30 - 1:00（月曜深夜） | テレ玉         | 埼玉県         |                                                |
|                         | 火曜 2:00 - 2:30（月曜深夜） | BS11           | 日本全域       | BS放送 / 『ANIME+』枠 / リピート放送あり       |
| 2017年1月25日 - 4月26日 | 水曜 0:30 - 1:00（火曜深夜） | BSフジ         | 日本全域       | BS放送 / 『アニメギルド』枠 / リピート放送あり |
| 2017年1月26日 - 4月27日 | 木曜 1:00 - 1:30（水曜深夜） | tvk            | 神奈川県       | リピート放送あり                               |
| 2017年1月28日 - 4月29日 | 土曜 2:30 - 3:00（金曜深夜） | ミヤギテレビ   | 宮城県         |                                                |
| 2017年4月4日 - 6月27日  | 火曜 2:10 - 2:40（月曜深夜） | 北陸放送       | 石川県         |                                                |
| 2017年4月5日 - 6月28日  | 水曜 2:40 - 3:10（火曜深夜） | テレビせとうち | 岡山県・香川県 |                                                |
| 2017年4月7日 - 6月30日  | 金曜 1:00 - 1:30（木曜深夜） | チバテレビ     | 千葉県         | [ 注 3 ]                                       |
|                         | 金曜 2:15 - 2:45（木曜深夜） | 新潟総合テレビ | 新潟県         |                                                |
|                         | 金曜 23:00 - 23:30           | とちぎテレビ   | 栃木県         |                                                |

| 配信期間                | 配信時間           | 配信サイト                                                                           | 備考                                         |
| ----------------------- | ------------------ | ------------------------------------------------------------------------------------ | -------------------------------------------- |
| 2017年1月21日 - 4月22日 | 土曜 22:00 - 22:30 | AbemaTV                                                                              |                                              |
| 2017年1月28日 - 4月29日 | 土曜 23:00 更新    | バンダイチャンネル GYAO!ストア 楽天ショウタイム ひかりTV HAPPY!動画 ビデオマーケット |                                              |
| 2017年1月29日 - 4月30日 | 日曜 12:00 更新    | dアニメストア U-NEXT アニメ放題                                                      | 都度課金                                     |
| 2017年4月7日 - 4月29日  | 土曜 22:30 更新    | Abemaビデオ                                                                          | 第9話以降を配信、最新話は1週間限定で無料配信 |

| 放送日        | 放送時間                     | 放送局     | 対象地域 | 備考                  |
| ------------- | ---------------------------- | ---------- | -------- | --------------------- |
| 2017年8月19日 | 土曜 22:30 - 23:00           | TOKYO MX   | 東京都   | 製作参加              |
|               |                              | KBS京都    | 京都府   |                       |
|               |                              | サンテレビ | 兵庫県   |                       |
|               | 土曜 23:00 - 23:30           | BS11       | 日本全域 | BS放送 / 『ANIME+』枠 |
| 2017年8月20日 | 日曜 22:30 - 23:00           | AT-X       | 日本全域 | CS放送                |
|               | 月曜 1:05 - 1:35（日曜深夜） | テレビ愛知 | 愛知県   |                       |

| 配信日        | 配信時間           | 配信サイト |
| ------------- | ------------------ | ---------- |
| 2017年8月19日 | 土曜 22:00 - 22:30 | AbemaTV    |

## Blu-ray
| 巻  | 発売日         | 収録話              | 規格品番  |
| --- | -------------- | ------------------- | --------- |
| 1   | 2017年5月24日  | 第1話 - 第2話       | OVXN-0029 |
| 2   | 2017年6月21日  | 第3話 - 第4話       | OVXN-0030 |
| 3   | 2017年7月26日  | 第5話 - 第6話       | OVXN-0031 |
| 4   | 2017年8月23日  | 第7話 - 第8話       | OVXN-0032 |
| 5   | 2017年9月27日  | 第9話 - 第10話      | OVXN-0033 |
| 6   | 2017年10月25日 | 第11話 - 第12話     | OVXN-0034 |
| 7   | 2017年11月22日 | 第13話、OVA         | OVXN-0035 |
| BOX | 2018年11月28日 | 第1話 - 第13話、OVA | OVXN-0046 |

## 関連書籍
コミック版 BanG Dream!（こみっくばん バンドリ!）
『月刊ブシロード』2016年5月号 より2019年3月号まで連載していた。ストーリー原案は中村航、原作は単行本第2巻までをISSEN（ブシロード、OLM）、2018年以降、単行本第3巻からはブシロード、作画担当は柏原麻実。全4巻。本シーズンの第1話から第8話まで展開されたPoppin'Party結成までのシナリオをもとに漫画オリジナルの要素も含めコミカライズしている。ストーリー原案の中村がネーム監修・各話タイトル制作をしており、本シーズンでは描かれてない各キャラクターの心情や設定の補足がなされている。また、『ガルパ』に登場する各バンドも背景に登場している。
『電撃G'sコミック』（2016年9月号より）および、『LINE マンガ』（毎週土曜更新、2017年4月1日より）にて月刊ブシロード掲載分が順次掲載された。
2020年8月1日からは、『マンガドア』にてアニメ版のキャストがフルボイスで声を当てたボイスコミックが配信されている。
1. 2016年12月17日発売、ISBN 978-4-04-899425-5
2. 2017年9月8日発売、ISBN 978-4-04-899430-9
3. 2018年5月8日発売、ISBN 978-4-04-899437-8
4. 2019年5月24日発売、ISBN 978-4-04-899445-3

BanG Dream! よんこま ばんどりっ！（バンドリ よんこま ばんどりっ）
『電撃G'sコミック』2016年6月号 から2017年11月号まで連載された。ストーリー原案は中村航、原作はISSEN、作画担当は公式SDイラストも担当するしろいはくと。全2巻。
世界観は本シーズンをもとにしている。
1. 2016年12月17日発売、ISBN 978-4-04-892608-9
2. 2017年11月27日発売、ISBN 978-4-04-893381-0

バンバンドリドリ
『コロコロアニキ』2017年夏号より2021年春号まで連載された後、『マンガワン』に移籍して2021年3月15日から2022年8月22日まで連載されていた4コマ漫画。キャラクター原案はひと和、作画はニャロメロン。全4巻。当初は単行本化の予定はなくTVアニメ第1期のBlu-ray BOXに特典として描き下ろしを含めた特別冊子が制作されたが、2020年1月10日に単行本第1巻がてんとう虫コミックスより販売された。本シーズンの設定をもとにしたシュールギャグコメディとなっている。
1. 2020年1月10日発売、ISBN 978-4-09-143157-8
2. 2021年9月13日発売、ISBN 978-4-09-143347-3
3. 2022年4月12日発売、ISBN 978-4-09-143396-1
4. 2022年10月19日発売、ISBN 978-4-09-143556-9